# Grand Prix d’Europe
De Grand Prix d’Europe is een mountainbikewedstrijd die jaarlijks in de maand mei wordt gehouden in Malmedy. Van 2008 tot en met 2010 werd de GP niet gehouden in verband met het Belgisch kampioenschap mountainbike.

## Lijst van winnaars

### Mannen
| Jaar                                                             | Goud                 | Zilver             | Brons               |
| ---------------------------------------------------------------- | -------------------- | ------------------ | ------------------- |
| 2014                                                             | Kevin Van Hoovels    | Kevin Panhuzyen    | Hans Becking        |
| 2012                                                             | Kevin Van Hoovels    | Robby De Bock      | Bjorn Brems         |
| 2011                                                             | Henk Jaap Moorlag    | Kevin Van Hoovels  | Jeff Luyten         |
| 2008–2010: Wedstrijd niet gehouden i.v.m. Belgisch kampioenschap |                      |                    |                     |
| 2007                                                             | Filip Meirhaeghe     | Bas Peters         | Gerben de Knegt     |
| 2006                                                             | Bas Peters           | Thijs Al           | Jakob Fuglsang      |
| 2005                                                             | Jelmer Pietersma     | Thijs Al           | Bas Peters          |
| 2004                                                             | Erwin Bakker         | Maarten Tjallingii | Damien Bynens       |
| 2003                                                             | Ralph Näf            | Damien Bynens      | Joshua Fleming      |
| 2002                                                             | Filip Meirhaeghe     | Damien Bynens      | Erwin Bakker        |
| 2001                                                             | Erwin Bakker         | Jimmy Tielens      | Bas Peters          |
| 2000                                                             | Patrick Trévisan     | David Galle        | Bas Peters          |
| 1999                                                             | Bas van Dooren       | Bart Brentjens     | Patrick Tolhoek     |
| 1998                                                             | Peter Van Den Abeele | Roel Paulissen     | Richard Groenendaal |

### Vrouwen
| Jaar | Goud           | Zilver         | Brons                |
| ---- | -------------- | -------------- | -------------------- |
| 2014 | Githa Michiels | Alice Pirard   | Inne Bertels         |
| 2012 | Anne Terpstra  | Githa Michiels | Åsa Maria Erlandsson |

Kampioenschappen:  Olympische Spelen ·
 Wereldkampioenschappen ·
WK marathon ·
 Europese kampioenschappen
 Belgie ·
 Denemarken ·
 Duitsland ·
 Finland ·
 Frankrijk ·
 Groot-Brittannië ·
 Italie ·
 Nederland ·
 Oostenrijk ·
 Polen ·
 Zwitserland
Klassementen:  Wereldbeker ·
 3 Nations Cup
Meerdaagse wedstrijden  Cape Epic ·
 Transalp Challenge ·
 Crocodile Trophy ·
 Belgian Mountainbike Challenge
Eendaagse wedstrijden:  Grand Prix d’Europe ·
 Hondsrug Classic ·
 Roc d'Ardenne ·
 Roc d'Azur ·
 Salzkammergut Trophy ·
 Sea Otter Classic ·
 Stappenbelt MTB Trophy
Strandraces:  De Panne Beach Endurance ·
 Egmond-pier-Egmond ·
 Hoek van Holland-Den Helder
Historisch:  Benelux Cup ·  Belgian MTB Grand Prix ·  MTB Topcompetitie